# گاوچران مقاوم
گاوچران مقاوم (به انگلیسی: Concrete Cowboy) یک فیلم درام و وسترن آمریکایی محصول سال ۲۰۲۰ به کارگردانی ریکی استاوب، از فیلمنامه استاب و دن والسر است که بر اساس رمان گتوی گاوچران ساخته کرگ نری ساخته شده‌است. در این فیلم ادریس البا، کیلب مک‌لاگلین، لورین توسان و متد من بازی می‌کنند. این فیلم اولین نمایش جهانی خود را در جشنواره بین‌المللی فیلم تورنتو در تاریخ ۱۳ سپتامبر سال ۲۰۲۰ انجام داد و در سال ۲۰۲۱ از نتفلیکس منتشر شد.

## داستان
این فیلم در مورد پسری ۱۵ ساله از دیترویت است که برای زندگی با پدر بیگانه‌اش به فیلادلفیا فرستاده می‌شود.

## بازیگران
- ادریس البا در نقش هارپ
- کیلب مک‌لاگلین در نقش کول
- جارل جروم در نقش اسموش
- لورین توسان در نقش نسی
- بایرون بوورز در نقش رم
- متد من در نقش لروی
- ایوانا-مرسدس در نقش ایشا
- دونی یانگ در نقش ترینا
- پیتر شیلدز و آیدان وایت به عنوان خریداران معاملات مواد مخدر[۴][۳][۵][۶]

## تولید
فیلمبرداری در فیلادلفیا شمالی در اوت ۲۰۱۹ آغاز شد.

## انتشار فیلم
پیش از لغو آن به دلیل دنیاگیری کووید ۱۹، فیلم قرار بود اولین نمایش جهانی خود را در جشنواره فیلم تلیوراید در سپتامبر ۲۰۲۰ برگزار کند. اولین نمایش جهانی آن پس از آن در جشنواره بین‌المللی فیلم تورنتو در ۱۳ سپتامبر سال ۲۰۲۰ بود. در اکتبر ۲۰۲۰، نتفلیکس حق پخش فیلم را برای سال ۲۰۲۱ به دست آورد.